# 吴承明
吴承明（1917年1月3日—2011年7月14日），男，直隶（今河北）滦县人，中国经济学家、中国经济史专家。

## 生平
1917年1月3日生于河北省滦县。1920年全家迁往北京。1923年入北平京公立第三十七小学（现西直门小学），1926年退学，1928年入北平市立第三中学，1931年考入北京四中高中，因参与组织学生反日运动而被校长齐树芸要求转学，和黄诚等4人一起退学。1932年考入北洋工学院高中部（对内称北洋大学预科）。1934年考入清华大学理学院化学系，大二转经济系，1935年夏参与“中华民族武装自卫会”（中共外围组织），8月加入中国共产党，参与一二·九运动，是清华救国会领导人之一，被清华大学开除。1936年秋转考入北京大学史学系。:519
七七事变后失去与中共的组织关系，1937年11月加入战地服务团，1938年冬复学于西南联合大学。1940年夏毕业，任职于中央银行经济研究处。1941年2月到行政院会议秘书处和金融组工作，被迫集体加入国民党。期间任《新蜀报》主笔，主编《银行界》。1943年冬赴美留学，入哥伦比亚大学经济系。1946年获经济学硕士学位，3月与洪达琳在美国纽约结婚，6月作为库兹涅茨助手回国工作。1947年初任上海中央信托局信托处襄理，夏，兼任上海交通大学教授。
1949年迁往北京，9月，任中国银行经济研究处研究委员，11月任中央外资企业局业务处副处长，后任中央工商行政管理局调查研究处处长。1958年主持资本主义经济改造研究室，任中国科学院经济研究所研究员。文化大革命时下放到辽宁盘锦、河北固安等地的五七干校，1973年底返京。1977年转任中国社会科学院经济研究所研究员，后任经济研究所学术委员会委员、研究生院博士生导师，兼任南开大学教授、博士生导师。1994年退休，返聘。1980年任日本东京大学客员研究员，1986年任美国加州理工学院客座教授。期间为中国经济史学会副会长、中国近代经济史学会会长、中华人民共和国国史学会理事、中华全国工商业联合会特约顾问。1987年2月重新加入中国共产党。
2011年7月8日15时45分在北京中医药大学第三附属医院逝世。7月14日在八宝山革命公墓兰厅举行遗体告别仪式。

## 奖项和荣誉
二获孙冶方经济科学奖。2006年8月被授予中国社会科学院荣誉学部委员称号。被列入《影响新中国60年经济建设的100位经济学家》。

## 著作

### 主编
- 《旧中国的资本主义生产关系》，北京：人民出版社，1977年3月
- 《中国资本主义发展史》，与许涤新共同主编
- 《中华人民共和国经济史(1949-1952)》，与董志凯共同主编，社会科学文献出版社，2010-1
- 《中国大百科全书·经济卷》前资本主义部分和中国经济史部分，撰写中国经济史词条。

### 专著
- 《帝国主义在旧中国的投资》，北京：人民出版社，1955年1月（有俄文缩译本）。
- 《中国资本主义与国内市场》，北京：中国社会科学出版社，1985年3月（部分内容有英、日文译本）。
- 《市场·近代化·经济史论》，昆明：云南大学出版社，1996年6月。
- 《中国的现代化：市场与社会》，生活·读书·新知三联书店，2001
- 《经济史：历史观与方法论》，上海财经大学出版社，2006-12；商务印书馆，2014-4
- 《吴承明集》，中国社会科学出版社，2002-12

2012年8月浙江大学出版社出版《经济史理论与实证——吴承明文集》。2018年4月社会科学文献出版社出版《吴承明全集》六卷。

## 扩展阅读
- 《中国社会经济史论丛：吴承明教授九十华诞纪念文集》，方行主编，中国社会科学出版社，2006-12
- 《经济发展与市场变迁——吴承明先生百年诞辰纪念文集》，王玉茹、吴柏均、刘兰兮编，天津：南开大学出版社，2016